# Rambo (piłkarz)
Rambo, właśc. Diego Alessandro Rambo (ur. 28 stycznia 1986 w Alecrim, zm. 23 września 2011 w Santa Marii) – brazylijski piłkarz występujący na pozycji obrońcy.

## Kariera klubowa
Urodził się w 1986 roku w Alecrim. Grę w piłkę nożną rozpoczął w klubie Alecrim FC, skąd przeniósł się do akademii Grêmio FBPA. W wieku 15 lat wyjechał do Włoch, gdzie został piłkarzem Brescii Calcio. W 2003 roku do Górnika Zabrze ściągnął go Marek Koźmiński, który znał Rambo z czasów gry w Brescii. W rundzie jesiennej sezonu 2004/05 grał na wypożyczeniu w Lechii Zielona Góra. Latem 2005 roku przebywał na testach w Oita Trinita, jednak ze względu na limit obcokrajowców w japońskiej lidze wrócił do Górnika Zabrze. Karierę piłkarską zakończył w 2006 roku wskutek kontuzji.

## Życie prywatne
Po zakończeniu kariery sportowej powrócił do Brazylii, gdzie został żołnierzem w randze sierżanta w wojskach łączności. Zginął w 2011 roku w wypadku samochodowym na autostradzie BR-158 w Santa Marii. Prowadzony przez niego Opel Vectra zderzył się z przyczepą wyjeżdżającą ze stacji benzynowej. Rambo zginął na miejscu, kierowca ciężarówki nie odniósł obrażeń.